# James McDougal Hart
James McDougal Hart (Kilmarnock, 10 de maio de 1828 - Nova Iorque?, 24 de outubro de 1901), foi um pintor escocês radicado nos Estados Unidos, um dos membros da Escola do Rio Hudson.
Mudou-se para a América com a família ainda pequeno. Iniciou-se na pintura trabalhando como decorador de carruagens, mas depois foi à Europa em busca de aperfeiçoamento, estudando em Munique e com Friedrich Wilhelm Schirmer em Dusseldorf, onde havia importante grupo de românticos. Voltou à América em 1853 e mostrou seus trabalhos na Academia Nacional de Desenho a partir de 1848, instituição a quem foi devotado e onde chegou à vice-presidência. Preferiu obras de grandes dimensões, adotando o estilo do grupo do rio Hudson, pintando também telas que retratavam o gado.
Seu irmão William Hart também foi pintor, assim como suas duas filhas, Letitia Hart e Mary Theresa Hart.